# Misgolas thompsonae
Misgolas thompsonae là một loài nhện trong họ Idiopidae.
Loài này thuộc chi Misgolas. Misgolas thompsonae được G. Wishart & D.M Rowell miêu tả năm 2008.